# Нана (ураган, 2020)
Ураган «Нана» (англ. Hurricane Nana) — минимальный ураган 1 категории, который нанес умеренный ущерб в Белизе в начале сентября 2020 года. Шестнадцатый тропический циклон, четырнадцатый названный шторм и пятый ураган рекордного сезона ураганов в Атлантике 2020 года.
Нана была первым ураганом, обрушившимся на Белиз после Эрла в 2016 году. Шторм нанес значительный ущерб сельскому хозяйству Белиза, но ущерб инфраструктуре был незначительным. Жертв и раненых в результате урагана не поступало.

## Метеорологическая история
23 августа 2020 года Национальный центр ураганов (NHC) обнаружил тропическую волну, движущуюся на запад над Западной Африкой. Широкая область неорганизованной конвекции, сопровождала систему, в основном к востоку от оси волны, в начале следующего дня вызвав заметный рост конвекции в зоне межтропической конвергенции (ITCZ). Конвекция усилилась когда система пересекла центральную Атлантику, и NHC отметил возможность постепенного циклогенеза в следующие дни. По мере приближения к Наветренным островам в следующие несколько дней произошло небольшое развитие. При входе в Карибское море 30 августа, система начала работать с широкой поверхностной впадиной, видимой по спутниковым наблюдениям. Конвекция постепенно увеличивалась по мере того, как система продолжала двигаться на запад через Карибское море и на спутниковых снимках казалась хорошо организованной. Данные скаттерометра и наблюдения с выявили штормовые ветры к югу от Гаити и юго-востоку от Ямайки в начале 1 сентября, а анализ после шторма показал, что в 06:00 UTC система превратилась в тропический шторм. С оперативной точки зрения NHC не назвал систему на тот момент, потому что было неясно, имела ли она четко определённую низкоуровневую циркуляцию ((LLC) Однако, поскольку шторм представлял неминуемую угрозу для Центральной Америки , В 15:00 по всемирному координированному времени NHC инициировал выдачу рекомендаций по системе « Потенциальный шестнадцатый тропический циклон». Соответственно, система была реклассифицирована как Тропический шторм Нана, ознаменовав самое раннее формирование четырнадцатого названного шторма в сезоне, превзойдя предыдущий рекорд, установленный Ураганом Нейт 6 сентября 2005 г. С определённым антициклоном наверху, обеспечивающим большой отток, высокие температуры поверхности моря и сдвиг ветра от низкого до умеренного, ожидалось устойчивое усиление. Шторм неуклонно усиливался, и в тот же день в 18:00 по всемирному координированному времени дул устойчивый ветер со скоростью 60 миль в час (95 км / ч).

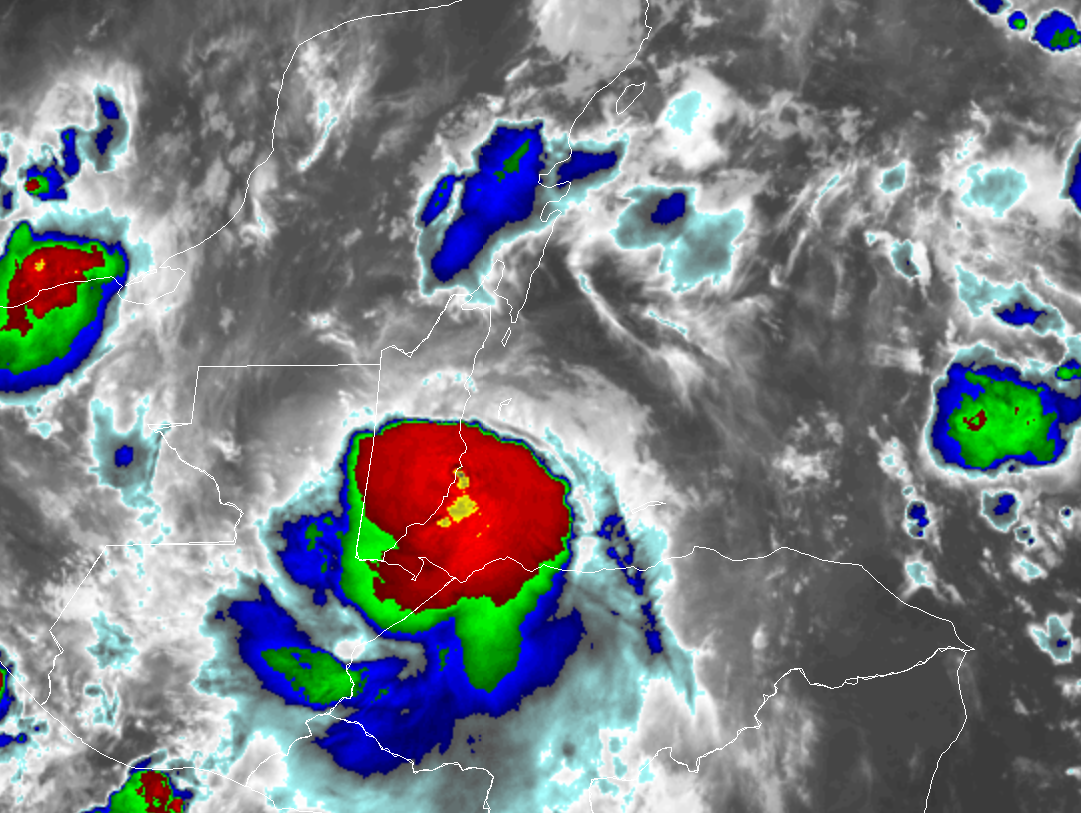
Infrared imagery of Nana at peak intensity, making landfall in Belize

Вскоре после перехода в тропический шторм средней продолжительности умеренный северный сдвиг в 15 узлов остановил тенденцию к усилению и частично обнажил центр циркуляции. В течение 2 сентября ветер Наны оставался стабильным со скоростью 60 миль в час, хотя давление продолжало падать. Позднее в тот же день сдвиг немного уменьшился, что позволило Нане заново развить конвекцию над её центром и быстро превратиться в ураган 1 категории в 03:00 UTC 3 сентября. Одновременно он достиг максимальной интенсивности в 75 миль в час (120 км / ч) с минимальное центральное давление 994 мбар (29,36 дюйма рт . ст.). Три часа спустя Нана вышла на берег между Дангригой и Плаценцией в Белизе с такой же интенсивностью. Нана быстро ослабла после выхода на сушу, опустившись ниже статуса урагана в 09:00 UTC и до состояния тропической депрессии в 18:00 UTC из-за взаимодействия с гористой местностью над Белизом и Гватемалой. Затем он превратился в остаточный минимум в 00:00 UTC 4 сентября, после чего его центр низкого уровня вскоре рассеялся, в результате чего NHC выпустил свои окончательные рекомендации по шторму в 03:00 UTC 4 сентября. Остатки шторма вошли в залив Теуантепек, где они впоследствии превратились в тропический шторм Хулио в восточной части Тихого океана на 5 сентября.

## Подготовка и последствия

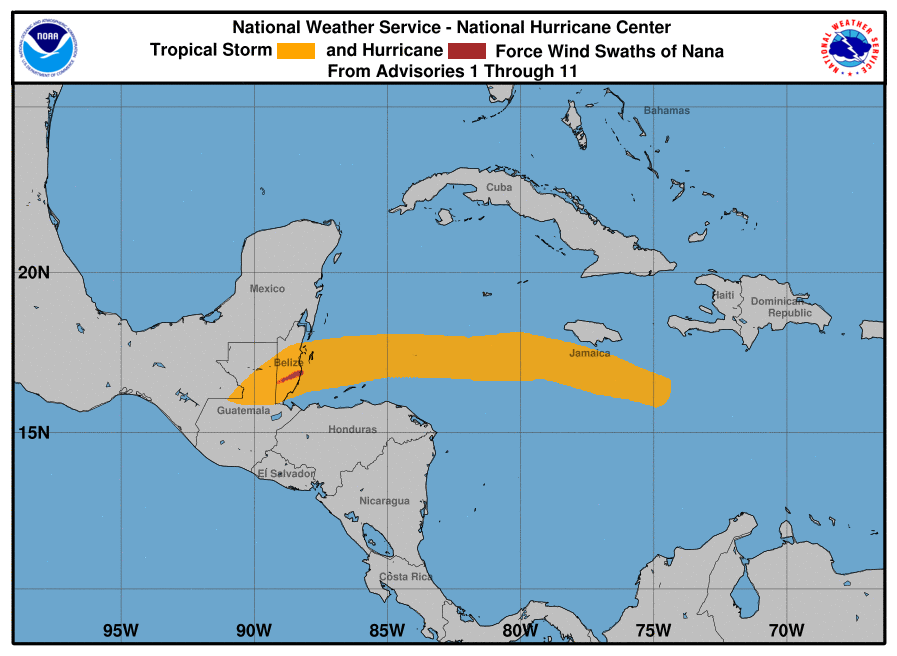
The wind swath of Hurricane Nana with hurricane-force winds in red and tropical storm-force winds in orange.

Перед ураганом были выпущены многочисленные предупреждение про приближения урагана для Белиза и Гондураса. После того, как Нана ослабла после выхода на сушу в 09:00 UTC 3 сентября, все предупреждения об урагане были отменены. Все дополнительные предупреждения были отменены к 15:00 по всемирному координированному времени, поскольку Нана продвинулась дальше вглубь суши и продолжала быстро ослабевать.

### Наветренные острова

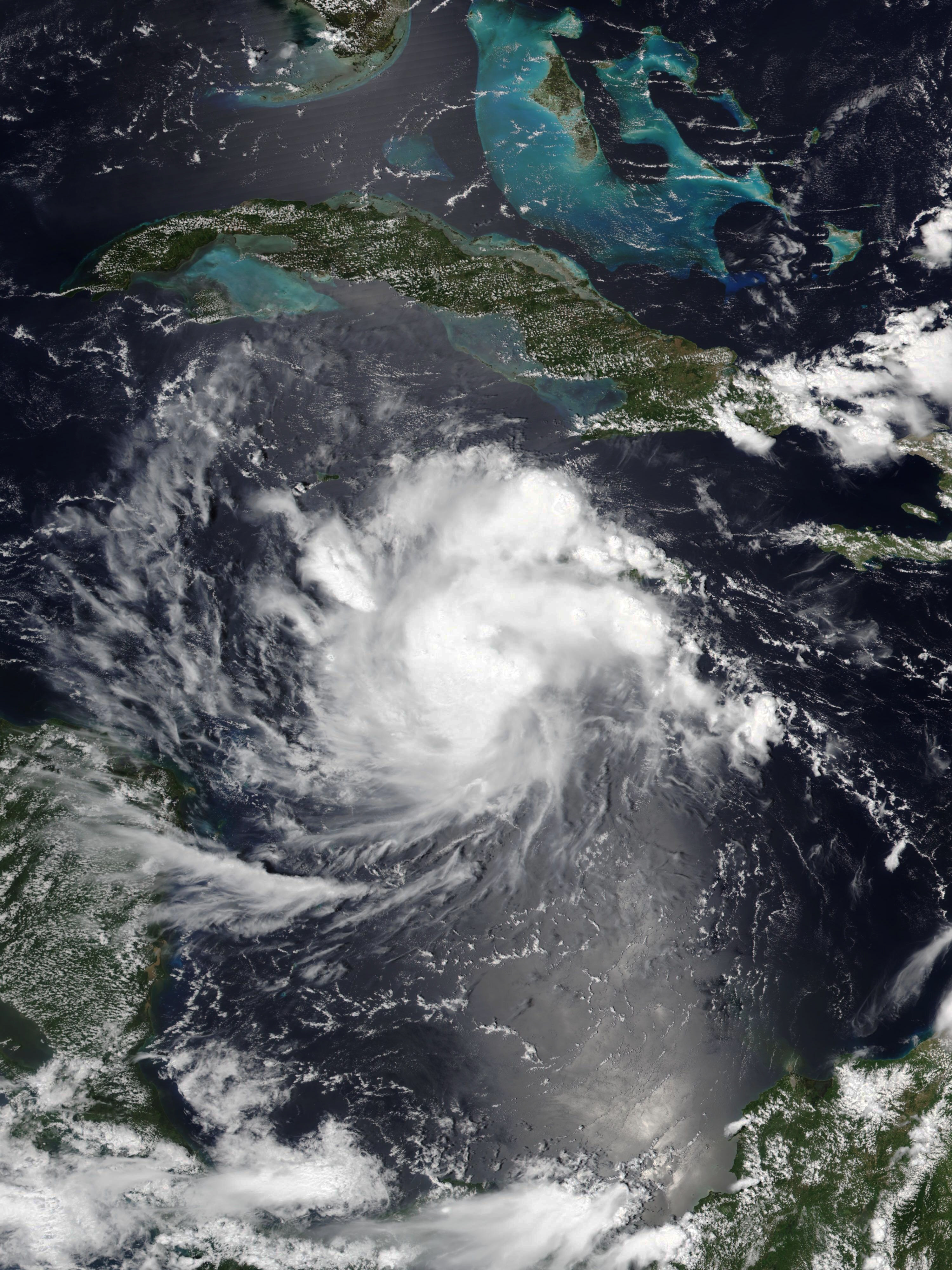
Nana at 18:00 UTC on September 1.

В период с 29 по 30 августа Метеорологическое бюро Барбадоса и Метеорологическая служба Доминики выпустили предупреждение об внезапных наводнениях для своих стран и ожидании умеренных и сильных дождей от прохождения тропической волны. Météo-France предупредила жителей Мартиники о возможном сильном дожде и сильном ветре из-за тропической волны 30-31 августа. ливни и грозы вызвали до 4,3 дюйма (110 мм) дождя в Гранд-Ривьер и порывы ветра до 52 миль в час (84 км / ч) в Фон-Сен-Дени. Приблизительно 5600 потребителей потеряли электроэнергию в Ле-Франсуа , Вер-Пре, Ла-Трините , Тартане иL’Ajoupa-Bouillon . EDF развернула энергетические бригады вскоре после прохождения шторма. В южных районах Гваделупы выпали сильные дожди; зафиксировано 12-часовое накопление 3,8 дюйма (96 мм). Соседний Иль-де-Сент зафиксировал 3,1 дюйма (80 мм). В Сент-Люсии повышенная мутность и засорение из-за сильного дождя вызвали временное закрытие очистных сооружений Теобальдс, что привело к прекращению подачи воды жителям северных частей страны.

### Белиз
Готовясь к Нане, жители Белиза упаковали хозяйственные и продуктовые магазины, несмотря на продолжающуюся пандемию COVID-19. Более 4000 человек в южной части страны были эвакуированы в приюты, предоставленные правительством. Станция на Кэрри Боу Кэй сообщила, что скорость ветра составляла 98 км / ч, когда шторм достиг берега. Предварительные отчеты из южного Белиза показали, что из-за шторма были уничтожены сотни акров сельскохозяйственных культур бананов и плантана. Через неделю после урагана было сообщено, что 960 акров банановых культур были полностью уничтожены. Группы по оценке ущерба сообщили о 7 поврежденных зданиях в Хопкинс, 4 домах в Дангриге с повреждениями крыш. В целом Нана нанесла банановым культурам в Белизе ущерб на сумму около 20 миллионов долларов США.

### Ямайка
На Ямайке осадки Наны вызвали наводнения в некоторых частях Южной Ямайки. На Каймановых островах осадки Наны вызвали незначительные наводнения в некоторых низменных районах Большого Каймана . В Гондурасе ливень Наны вызвал внезапное наводнение в Коксен-Хоул. Гватемала сообщила о проливных дождях, особенно на границе с Мексикой . Национальный координатор по чрезвычайным ситуациям страны не сообщил о погибших. Никто не был эвакуирован из-за шторма в Гватемале. В Мексике основным ударом от Наны стали проливные дожди. Сообщалось о полосе шириной до 8 дюймов (200 мм) вдоль пути Наны в Восточной Мексике.